# Muhammad bin Baysonqor
Sultán Muhammad (1418- ca. 1451) fue el gobernante timúrida de Persia y Fars desde alrededor de 1447 hasta su muerte. Era el hijo de Baysonqor, hijo a su vez de Shahruj Mirza.
Durante los últimos años del reinado de Shahruj, Muhammad condujo una revuelta en las provincias occidentales del imperio timúrida. Shahruj pudo detener la revuelta y capturar a muchos de sus partidarios en 1446, pero Muhammad se refugió en Luristán. Después de la muerte de Shahruj, Muhammad regresó de Luristán y asumió el control del centro de Persia. Junto con su medio hermano Mirza Abul-Qasim Babur bin Baysonqor de Jorasán y su tío Ulugh Beg de Transoxiana, se convirtió en uno de los tres gobernantes más poderosos del fragmentado imperio.
El sultán Muhammad, ansioso por expandir su dominio, pronto comenzó una guerra con Mirza Abul-Qasim Babur e invadió Jorasán. Al principio, la campaña fue bien; en 1450 derrotó a Mirza Abul-Qasim Babur en Mashhad, tras lo cual este último le entregó algunas de sus tierras. Sin embargo, las cosas pronto se volvieron contra el y fue capturado por Mirza Abul-Qasim Babur, quien lo ejecutó. Mirza Abul-Qasim Babur bin Baysonqor luego se hizo cargo de los territorios del Muhammad, pero pronto los perdió ante los turcomanos Qara Qoyunlu bajo Jahan Shah. 
De entre sus hijos destacó Yadigar Muhammad Mirza, que se convertiría en gobernante de Jorasán durante 6 semanas.